# Kōra
Kōra (jap. 甲良町 Kōra-chō) – miasto w Japonii, na wyspie Honsiu, w prefekturze Shiga. Według danych na rok 2020 miejscowość zamieszkiwało 6 362 mieszkańców , a gęstość zaludnienia wyniosła 466,8 os./km².